# Ерік Палмер-Браун
Ерік Палмер-Браун (англ. Erik Palmer-Brown, нар. 25 квітня 1997, Наполеон, Огайо) — американський футболіст, захисник грецького клубу «Панатінаїкос» та національної збірної США.

## Клубна кар'єра
Народився 25 квітня 1997 року в місті Наполеон, штат Огайо. Вихованець клубу «Спортінг» (Канзас-Сіті). 18 травня 2014 року в матчі проти «Чикаго Файр» Палмер-Браун дебютував за основну команду в MLS, але матч виявився невдалим, оскільки молодий захисник отримав червону картку. У 2015 році він допоміг клуб виграти Кубок США.
На початку 2016 року Ерік на правах оренди перейшов до португальського «Порту», але через високу конкуренцію він виступав лише за резервну команду «Порту Б». За підсумками сезону Палмер-Браун допоміг команді виграти Сегунда-лігу. На початку 2017 року він повернувся до «Спортінга», де провів ще один сезон у MLS, зі гравши 10 матчів, а також паралельно виступав за фарм-клуб «Своуп Парк Рейнджерс» в USL.
На початку 2018 року Палмер-Браун перейшов до англійського «Манчестер Сіті», але так за містян і не дебютував, виступаючи увесь час у орендах у бельгійському «Кортрейку», нідерландській «НАК Бреді» та австрійській «Аустрії» (Відень). Більшість часу, проведеного у складі віденської «Аустрії», був основним гравцем захисту команди.
31 серпня 2021 року перейшов на правах оренди до французького клубу «Труа», якиу у лютому 2022 року викупив контракт гравця. Американець провів у клубі два сезони, будучи основним гравцем, але 2023 року команда вилетіла з Ліги 1.
2 серпня 2023 року афінський «Панатінаїкос» підписав з Еріком Палмером-Брауном 4-річний контракт. У першому ж сезоні він виграв з командою Кубок Греції. Станом на 26 липня 2025 року відіграв за клуб з Афін 10 матчів в національному чемпіонаті.

## Виступи за збірні
Палмер-Браун представляв збірну Сполучених Штатів у юнацьких командах U-15 та U-17, а 2014 року дебютував у складі юнацької збірної США (U-18), за яку протягом двох років зіграв у 6 іграх, відзначившись одним забитим голом.
Протягом 2016—2017 років залучався до складу молодіжної збірної США, з якою взяв участь у молодіжному чемпіонаті світу 2015 року у Новій Зеландії. На турнірі він не був основним гравцем, тому зіграв лише у одному матчі проти збірної України (0:3). У 2017 році він зіграв за цю команду на молодіжному чемпіонаті КОНКАКАФ. Як капітан, він зіграв шість матчів, забивши один гол у ворота Мексики (1:0), а Сполучені Штати виграли змагання, перемігши Гондурас у фіналі в серії пенальті. Це результат дозволив команді зіграти і на молодіжному чемпіонаті світу 2017 року у Південній Кореї, де Палмер-Браун також будучи капітаном зіграв усі п'ять матчів, а Сполучені Штати програли у чвертьфіналі збірній Венесуели (1:2). Загалом на молодіжному рівні зіграв у 17 офіційних матчах, забив 1 гол.
28 травня 2018 року дебютував в офіційних іграх у складі національної збірної США в товариському матчі проти збірної Болівії (3:0)

## Титули і досягнення
- Володар Відкритого кубку США (2):

«Спортінг» (Канзас-Сіті): 2015, 2017
- Володар Кубка Греції (1):

«Панатінаїкос»: 2023/24